# ブランズウィック・メイン・ストリート駅
ブランズウィック・メイン・ストリート駅（英語：Brunswick Maine Street Station）はアメリカ合衆国メイン州ブランズウィック ステーション・アヴェニュー16にある駅。 全米各地を結ぶ旅客鉄道のアムトラックが乗り入れている。

## 概要
ブランズウィック・メイン・ストリート駅へのダウンイースター号の延伸は、鳴り物入りで2012年11月1日に開始した。この延伸は最終的に2009年アメリカ復興・再投資法の下での予算で、連邦鉄道管理局の高速インターシティ旅客鉄道プログラム（HSIPR）によって可能になった。ダウンイースター号のビジネスマネージャーとして働く北部ニューイングランド旅客鉄道公社（NNEPRA）は、2010年にHSIPRの助成金を申請し、3,530万ドルと後で追加の300万ドルが交付された。メイン州は、プロジェクトに約300万ドルを拠出した。資金はポートランドとブランズウィック間約48キロの、36か所の踏切、信号、カルバート、線路改良の改修工事に費やされた。ブランズウィックとフリーポートの新しいプラットホームは、メイン州によって支払われ、その設計と建設はメイン州運輸省(MaineDOT)によって監督された。ブランズウィック・メイン・ストリート駅は複合用途開発地区に位置しており、乗客は隣接するビジターセンター内で待つことができる。ビジターセンターは都市間バス、路線バス、レンタカー会社とブランズウィックとロックランド間を走る遊覧列車のメイン・イースタン鉄道が入居している。ブランズウィックにはダウンイースター号編成留置線施設が建設される予定である。

## 利用可能な鉄道路線／列車
アムトラックの発着する列車は下記の通り。
ブランズウィックとボストン間の昼行短距離列車ダウンイースター号…1日2往復発着

## バス
当駅から乗車できるバスは以下の通り。
路線バス： ブランズウィック・エクスプローラー (Brunswick Explorer)